# Douille (mécanique)
Pour les articles homonymes, voir Douille.
Une douille est une fixation mécanique entre deux pièces, éventuellement mobiles, ou un point de fixation renforcé où un ensemble mécanique est fixé à un autre.
Dans la suspension d'une voiture ou d'un autre véhicule, des douilles sont utilisées pour relier les différents bras mobiles et les points de pivot au châssis et aux autres parties de la suspension. Dans les machines, les coussinets assurent la résistance mécanique du rotor.